# غضروف ثلاثي الشعب
الغضروف الثلاثي الشعب (باللاتينية  cartilago ypsiloformis) هو عبارة عن غضروف مشاشي على شكل حرف (Y) يقع بين الحرقفة ، الإسك ،والعانة ليشكل التجويف الحقي لعظم الورك .

## التنمية البشرية
```
عند الأطفال يغلق الغضروف الثلاثي الشعب في 
عمر العظم
 تقريباً أي بعمر 12 سنة للفتيات و 14سنة للفتيان .
[
1
]
```

## الاستخدام الطبي
```
من الممكن أن يساعد تقييم موضع الغضروف الثلاثي الشعب عن طريق التصوير الاشعاعي الأمامي والخلفي 
للحوض
 مع خط بيركن وخط هيلجينيرينر في اثبات تشخيص الإصابة 
بخلل التوضع الوركي التنشئي
 .
```